# Scharllette Allen
Scharllette Alexandra Allen Moses (Bluefields, Costa Caribe Sur, 18 de septiembre de 1991) es una modelo nicaragüense.
Scharllette, de 18 años, ganó el certamen de belleza Miss Nicaragua 2010 convirtiéndose en la primera mujer de ascendencia africana en obtener dicho título y representó al país en el concurso de Miss Universo 2010. Durante la ceremonia de coronación demostró su seguridad en la pasarela y, gracias a su porte, elegancia y belleza logró las puntuaciones más altas de la noche. Allen  incursionó en la moda durante sus estudios de secundaria y universidad en Universidad India y Caribeña de Bluefields (UNICB). Actualmente Scharllette reside en la ciudad de Managua, con su esposo el beisbolista Mark Joseph, con el que en el año 2011 anuncio la espera de un hijo que nació ese mismo año. El 20 de junio de 2015 Scharllette anuncia mediante su cuenta de Facebook la espera de su segundo bebé del cual se desconoce su sexo.

## Miss Nicaragua
El 20 de enero, junto con otras 12 candidatas, Allen fue presentada oficialmente por la organización en el Hotel Barceló Managua, tras haber sido escogida en un casting en la ciudad de Managua.

## Concursos de Belleza Nacionales
- Miss Moravo 2006: Es el concurso de belleza del instituto en el que estudio la secundaria.
- Miss Oneness 2008: concurso para jóvenes caribeñas. La ganadora es enviada a Miss Globe International.
- Miss Nicaragua 2010.

## Concursos de Belleza Internacionales
- Miss Universo 2010.
- Miss Continente Americano 2010.

Participó en representación de la Costa Caribe Sur en el certamen de belleza Miss Nicaragua, que se celebró en el Teatro Nacional Rubén Darío, donde fue coronada la noche del 27 de febrero de 2010, tras obtener las más altas calificaciones: tanto como en el desfile en traje de gala y el desfile en traje de baño.  
Allen también ganó, el premio especial de Miss Nicaragua 2010, el mejor rostro, y el segundo lugar en el traje nacional con Managua Acahual de oro y agua diseñado por Carlos René Cruz. Mientras que la primera finalista fue Indira Rojas que será enviada a Miss Internacional 2010. Justo después que el jurado anunciara a la ganadora de Miss Nicaragua 2010, un ambiente de carnaval se apoderó de la ciudad natal de Allen, Bluefields.
Centenares de habitantes de todos los barrios de la capital de la Costa Caribe Sur se lanzaron a las calles con cacerolas, tambores, trompetas y trombones, para festejar el histórico triunfo de Scharllette.
Una de sus responsabilidades al haber obtenido la corona de Miss Nicaragua 2010 es la de representar a su país en el concurso de Miss Universo, que se celebró en el 23 de agosto de 2010 y en el Miss Continente Americano 2010; en ninguno de los concursos logró figurar como finalista.